# Alice Carel
Pour les articles homonymes, voir Carel.
Alice Carel, née le 21 novembre 1974, est une actrice française.

## Filmographie

### Cinéma

#### Longs métrages
- 2000 : La Fidélité d'Andrzej Zulawski : serveuse rousse
- 2003 : Comme si de rien n'était de Pierre-Olivier Mornas : Alix
- 2004 : Le Grand Rôle de Steve Suissa : Farida
- 2005 : Cavalcade de Steve Suissa : Camille
- 2010 : Gainsbourg (vie héroïque) de Joann Sfar : Judith
- 2016 : Un jour mon prince de Flavia Coste : La belle-mère d'Aurore
- 2019 : Les beaux menteurs de Bruno Mercier : Valentine
- 2020 : Une nuit, à travers champs : de Guillaume Grélardon : Sonia
- 2020 : Le Bonheur des uns... de Daniel Cohen : cliente imperméable
- 2022 : Envol de Frédéric Cerulli

#### Courts métrages
- 2001 : On s'embrasse ? de Pierre-Olivier Mornas
- 2005 : Yeux de Roland Edzard
- 2006 : Qui a dit fontaine, je ne boirai pas de ton eau de Jean-François Le Moing : Charlotte
- 2011 : Jean-Luc persécuté de Emmanuel Laborie : Christine

### Télévision

#### Séries télévisées
- 2004 : Avocats et Associés (saison 7, épisode 10) : Sophie Chaubert
- 2006 : Navarro (saison 18, épisode 7) : Romane Fortin
- 2010 : Alice Never, le juge est une femme (saison 8, épisode 6) : Camille Courson
- 2011 : Une famille formidable (saison 9) : Murielle
- 2014 : Interventions (saison 1, épisode 4) : Julie
- 2014 : Petits secrets entre voisins (épisode Ras le blog) : Sabine
- 2016 : Alex Hugo (saison 2, épisode 1) : Mathilde

#### Téléfilms
- 2007 : Les Liens du sang de Régis Musset : Aurélie

## Théâtre
- 2004 : Raiddingue de Lutz Hübner, mise en scène Pierre-Olivier Mornas, Théâtre La Bruyère
- 2011 : Une banale histoire d'Anton Tchekhov, mise en scène Marc Dugain, Théâtre de l'Atelier
- 2013 - 2014 : Le Journal d'Anne Frank d'Éric-Emmanuel Schmitt, mise en scène Steve Suissa, en tournée dans toute la France
- 2014 : Lorenzaccio d'Alfred de Musset, mise en scène Francis Huster, tournée
- 2015 - 2017 : Avanti ! de Samuel Taylor, au Théâtre des Bouffes-Parisiens en 2015-2016 puis en tournée dans toute la France en 2017

## Distinctions
- 2001 : Meilleur Jeune Espoir féminin (Prix du Public) au Festival Jean Carmet de Moulins